# 大崎裕史
大崎 裕史（おおさき ひろし、1959年 - ）は、ラーメン評論家、株式会社「ラーメンデータバンク」取締役会長。Webサイト「ラーメンデータベース」監修。
福島県河沼郡会津坂下町出身。現在は東京都目黒区に勤務。

## 略歴
大学では理学部で数学を専攻していた。広告代理店・飛竜企画の社員として1995年にラーメン情報サイト「東京のラーメン屋さん」を開設。このサイトが評判となり、翌年には全国を対象としたラーメンデータベースサイト「RamenBank」を開設した。以降、ラーメン評論家として活動中。ラーメンに関するさまざまな分野でコーディネーター的役割を担っている。
2005年4月株式会社ラーメンデータバンクを設立し、代表取締役に就任した。
TOKYO★1週間連載(2010年6月休刊)、「近代食堂」(旭屋出版)連載、「食楽」（徳間書店）、「AERA」(朝日新聞社) 他、雑誌掲載多数。
2007年よりコミックチャージに連載されている漫画『ラーメン王子』（作画・阿部潤）の監修を務めた。
2015年6月28日に株式会社トンフーが札幌市すすきのにフードテーマパーク・札幌すすきのラーメン館を開業する際、出店店舗の選定を担当した。しかし、テーマパーク来場者数は伸び悩み2016年2月末には店数は3軒まで減少した。2016年5月、札幌すすきのラーメン館のテーマパークとしての営業は終了した。

## 出演

### テレビ
- 「FNNスーパーニュース」(フジテレビ)
- 「業界クイズ ミニキテ!」(日本テレビ)
- 「一攫千金!日本ルー列島」(フジテレビ)
- 「カスペ!」(フジテレビ)
- 「ベリーベリーサタデー!」(関西テレビ)
- 「ザ・クイズマンショー」(テレビ朝日)
- 「福島のラーメン3」(福島放送)
- 「新どっちの料理ショー」(日本テレビ)
- 「もしもツアーズ」(フジテレビ)
- 「TVチャンピオン」(テレビ東京)
- 「スーパーJチャンネル」(テレビ朝日)
- 「chouchou」(テレビ朝日)

### ラジオ
- 「城島茂のどっち派？」(TBSラジオ)
- 「ストリーム」(TBSラジオ)
- 「小堺一機のサタデーウイズ」(TBSラジオ)
- 「Evening File」(Tokyo-FM)
- 「テリー伊藤ののってけラジオ」(ニッポン放送)